# 루이프랑수아 드 콩티 친왕
루이프랑수아 드 부르봉(프랑스어: Louis-François de Bourbon, 1717년 8월 13일 ~ 1776년 8월 2일)는 프랑스 부르봉 왕조 시절의 군인이자 혈통친왕이다. 루이 아르망 2세 드 콩티 친왕의 아들로 콩티 친왕(재위: 1727년 - 1776년)을 지냈다.

## 생애
1731년, 그는 필리프 2세 도를레앙 공작의 막내 딸 루이즈 디안 도를레앙 공녀(모친의 4촌)과 결혼을 했다. 결혼은 모친이었던 콩데 공녀에 의해 주선되었다. 그러나, 루이 프랑수아의 아내는 1736년 샤또 디시에서 사산아를 출산하고 죽었다. 그후 그는 파리 근교의 샤또 드 릴 아덩에서 머물렀다.
1741년에 발발한 오스트리아 왕위 계승 전쟁시 샤를 루이 오귀스트 푸케 벨일 공작의 부하 군인으로서 보헤미아에 출진했다. 이후 이탈리아로 가서 전투를 벌여 1744년 코니 전투에서 승리를 거두었고, 빌라프란카의 강제 통과에 이름을 올렸다. 1745년에는 독일, 1746년에는 오스트리아령 남부 네덜란드로 전출되어 전장에 투입된다. 그러나 1747년, 모리스 드 삭스 원수와 불화로 군무를 물러났다.
같은 해 당시의 폴란드 왕 아우구스트 3세의 병세가 악화되고 왕정의 공백 기간이 있는 것을 우려한 폴란드 귀족들은 폴란드의 왕이 될 것을 요청했다. 입후보 시에는 루이 15세의 개인적인 지원은 얻었지만, 프랑스의 장관들은 황태자 왕비 마리 – 조지프 드 삭스가 아우구스트 3세의 딸이기 때문에 작센 가를 지지했다. 루이 15세는 비밀리에 개인적 관계를 사용하여 동유럽 주재 대사들에게 지시를 내렸기 때문에 장관과 모순되는 지시를 받은 그들은 혼란에 빠진 것으로 알려져 있다.
결국 루이 프랑수아는 폴란드 왕으로 출마하지 않았고, 루이 15세의 신뢰를 계속 유지했다. 그것도 1755년에 왕의 애첩 퐁파두르 후작 부인의 음모에 의해 종말을 고했다. 1756년에 일어난 7년 전쟁 시 군대의 지휘를 거부하고, 당시의 정부 행정에 반대의 뜻을 나타냈다. 1760년 그 퐁파두르 부인과 싸웠던 ‘로마네 콩티’의 포도밭을 손에 넣었다.
루이 프랑수아 특히 튀르고 남작을 싫어하여 적대했고, 튀르고 남작이 1775년 디종에서 일어난 반란을 도운 것이 아닌 지 의심했다.
루이 프랑수아는 용감하고 유능한 장군이자, 아버지의 문학 취향을 계승하고 있었다. 그가 장자크 루소의 후원자였던 것으로 알려져 있다. 또한 루이 15세의 개인 정보기관 스크레 뒤 루아(Secret de roi, 왕의 비밀)의 초대 기관장이었다.